# Маглаг
Магла́г (Магада́нський випра́вно-трудови́й та́бір) — табірний підрозділ, що діяв у структурі Дальбуду (рос. Дальстрой).

## Історія
Маглаг був організований не пізніше 1 лютого 1951 року. Управління Маглагу розміщувалося в місті Магадан. В оперативному командуванні з 1951 по 1952 роки воно підпорядковувалося спочатку Головному управлінню виправно-трудових таборів Дальбуд, а починаючи з 1953 по 1956 роки Управлінню північно-східних виправно-трудових таборів Міністерства юстиції СРСР (УПСВТТ МЮ). Згодом УПСВТТ переданий в систему Міністерства внутрішніх справ.
Станом на 1 вересня 1951 року чисельність в'язнів табору складала 13 604 особи, з них жінки складали 6686 осіб. У травні 1952 року Маглаг нараховував 9401 в'язня, з яких 5258 жінок і 1596 засуджених за контрреволюційні злочини. За даними на 1 серпня 1953 року чисельність табору знизилася до 4756 осіб.
До складу Маглагу входив окремий табірний підрозділ «Стєкольний», який існував у 1939–1940 роках на ділянці 72-й км Колимської траси. У серпні 1941 року силами ув'язнених почалося будівництво скляного цеху, одночасно на 68-му км також відбувалося будівництво селища Стєкольний. Цех почав працювати в лютому 1942 року, де ув'язнені займалися роботою з обслуговування заводу. 1942 року організована табірна лікарня, в якій утримували вкрай виснажених роботою засуджених. На 1944 рік завод перебував у системі Північного гірничопромислового управління Дальбуду. Згодом — Магаданський скляний завод, закритий у 2010-х роках.
Основним видом виробничої діяльності ув'язнених були роботи на підприємствах міського господарства Магадана і сільськогосподарські роботи.
Маглаг припинив своє існування 13 червня 1956 року.